# Amixem
Pour les articles homonymes, voir Chabroud.
Amixem ([a.mi.ksɛm]) est un vidéaste web français né le 4 mars 1991  à Lyon.
Après des études dans le domaine du marketing, il se tourne finalement vers une carrière de vidéaste. Depuis novembre 2012, il poste des vidéos sur sa chaîne YouTube, orientée vers les jeux vidéo d'abord, avant de se diversifier et proposer des vlogs, ou encore des vidéos humoristiques. Sa notoriété grandit, de sorte qu'en 2023, sa chaîne cumule plus de 8 millions d'abonnés.

## Biographie

### Jeunesse et éducation
Maxime Chabroud naît le 4 mars 1991 à Lyon.

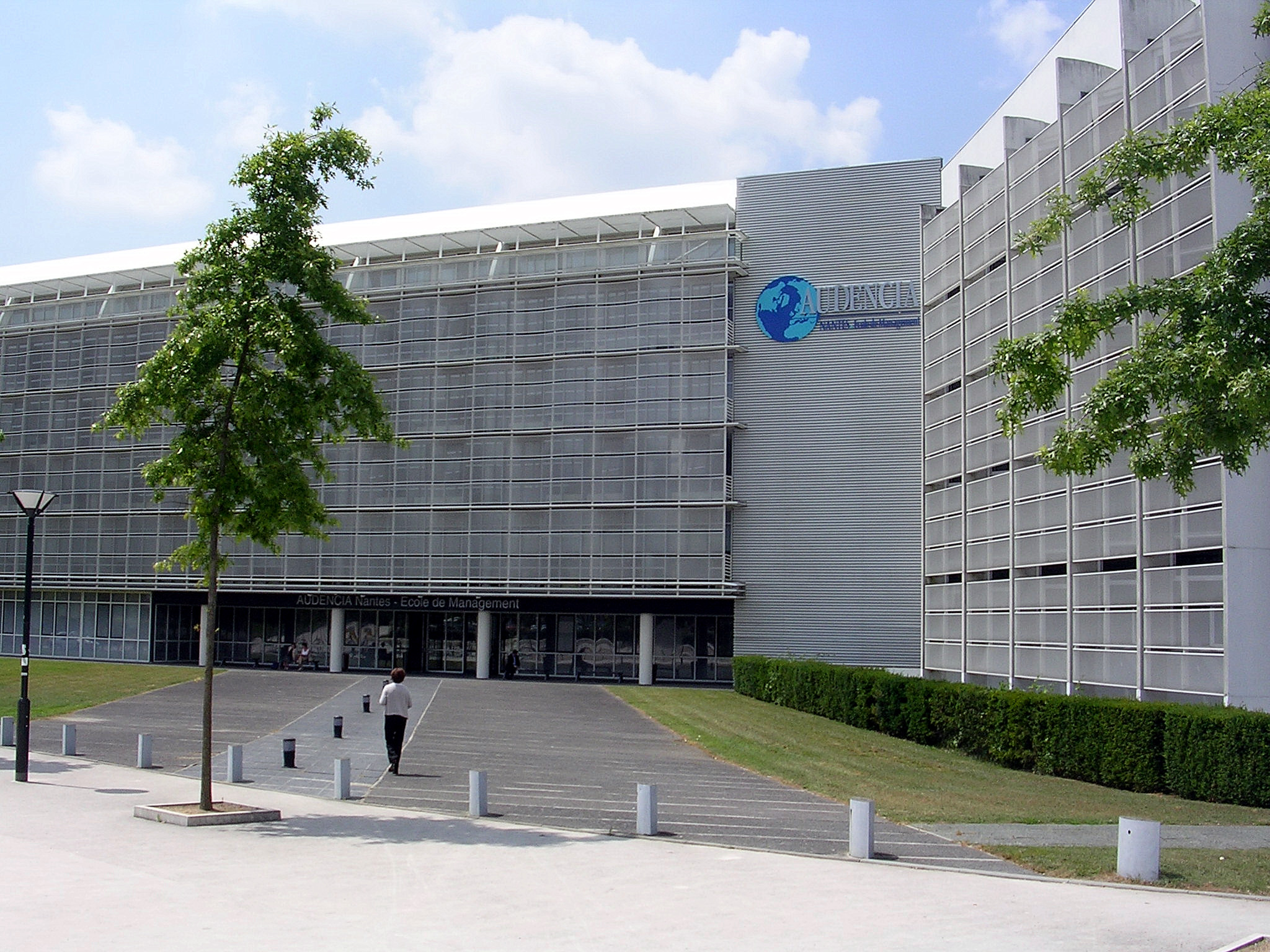
Amixem fait ses études à Audencia, à Nantes.

Titulaire d'un baccalauréat scientifique, il se tourne vers la finance, et obtient un DUT à Angers deux ans après son baccalauréat. Cependant, ennuyé par ses études, et intéressé par le domaine de la communication, il passe le concours d'entrée à Audencia, où il est admis. Il se lance alors dans un master en web marketing,.

### Carrière

#### Lancement de sa chaîne YouTube et accès à la notoriété
Il lance sa chaîne YouTube sous le pseudonyme « Amixem » (anagramme de son prénom) en novembre 2012. Elle est d'abord tournée vers le gaming, et il publie des vidéos où il joue à Battlefield avec son colocataire de l'époque, Émilien,. En 2013, la chaîne atteint environ 10 000 abonnés.
Il décide ensuite de diversifier son univers, et fait notamment des vlogs, ou encore des vidéos autour de l'application Periscope (« Que font les gens sur Périscope ? ») ou Leboncoin (« Les Pires Annonces sur Leboncoin ! »),,. Entre décembre 2015 et janvier 2016, sa chaîne cumule près de 500 000 abonnés,,. Il dépasse le cap symbolique du million d'abonnés le 31 mars 2016. Ce nombre continue de croître, et en septembre 2017, sa chaîne compte près de 3 millions d'abonnés.

#### Création de la«Redbox»
Début 2018, Amixem crée, avec d'autres vidéastes (VodK, Neoxi, Joyca et Mastu ), la « Redbox », un espace de travail commun, dédié au montage et à la réalisation de leurs vidéos, où plusieurs studios d'enregistrement sont installés,. Elle est située à Beaucouzé.
Selon l'étude « Animat » de juillet 2018, réalisée par Omnicom Group en partenariat avec Puremédias, qui interroge des personnes ayant entre 15 et 60 ans, Amixem est la personnalité la « plus aimée », devançant ainsi d'autres vidéastes, mais aussi des animateurs de télévision.
En juillet 2019, sa chaîne cumule plus de 1,1 milliard de vues et 5,4 millions d'abonnés, le classant ainsi 7e youtubeur le plus suivi de France.

#### Évolution de sa chaîne
En août 2019, il annonce sur sa chaine YouTube qu'il va embaucher 3 abonnés de sa communauté pour l'aider dans le tournage de ses vidéos et pouvoir effectuer de nouveaux concepts sur sa chaine YouTube.
En janvier 2020, 466 vidéos sont présentes sur sa chaîne depuis sa création, et en avril de la même année, elle cumule près de 1,5 milliard de vues et 6,3 millions d'abonnés.
Le 20 février 2020, Amixem a embauché trois abonnés qui font des vidéos avec lui (Thomas Deseur, Yvan Casta et Étienne Jouneau (dit Étienne Moustache)).
Il commence à faire des projets de vidéo de plus en plus gros avec plus de budget, notamment en pérennisant des partenariats commerciaux.
En 2022, Amixem participe à la première édition du GP Explorer avec Étienne, sponsorisés par World of Tanks. Amixem terminera 14e de cette course, Étienne termine 3e.
En 2023, Amixem est invité ainsi qu'Étienne au GP Explorer 2. Ils gardent le même sponsor. Amixem termine 8e de la course, Étienne 3e. Leur écurie a fini 2e du classement.
En 2024, Amixem indique dans une vidéo que « la Redbox, c'est fini ». Avec son équipe ils ont déménagé dans un nouveau studio,.
En 2024, il fait partie des vidéastes web français qui participent à une vidéo (en) de MrBeast réunissant 50 vidéastes du monde entier, aux côtés de Amine et Mastu dont il accède à l'épreuve finale.
En juin 2025, alors que la chaîne Youtube d'Amixem dépasse les 9 millions d'abonnés, celle-ci comptabilise plus de 3,7 milliards de vues et 1140 vidéos.

#### Apparitions à la télévision
En 2023, Amixem lance le « défi spécial » dans l’émission Lego Masters, diffusée sur M6. Sa présence fait suite aux diverses vidéos d'assemblage de LEGO sur sa chaîne, qu'il considère comme des accidents totaux car il ne s'attendait pas à un tel succès.

### Vie privée
Dans sa vidéo Une grande nouvelle à vous annoncer !, publiée en septembre 2017 sur sa chaîne YouTube, il annonce s'être marié. Un an plus tard, dans une autre vidéo, intitulée explicitement Je suis papa !, il annonce la naissance de sa fille,. Le 19 décembre 2021, il annonce par une publication sur son compte Instagram la naissance de son deuxième enfant.

## Entreprise

### Revenus
Dans une interview accordée au site Make it Digital by Audencia en 2016, il déclare : « La règle du 1 dollar pour mille vues, pour moi c’est totalement vrai. Actuellement, je fais 14 millions de vues par mois donc ça fait à peu près 14 000 € ». Il explique qu'après déduction des cotisations sociales, il lui reste environ 7 000 euros desquels il se verse un salaire de 2 000 euros par mois, le reste servant à payer les monteurs et à économiser pour des projets.
En 2018, il précise à Ouest-France qu'il crée sa société au début d'année, quittant ainsi le statut d'auto-entrepreneur. Il indique arriver à dégager 4 000 à 13 000 dollars par mois, desquels YouTube récupère la moitié. Sa régie publicitaire et l'État prennent aussi dans ses revenus, pour qu'au final, il « essaie de [se] verser tous les mois un salaire brut de 2 000 euros pour vivre, payer [ses] loyers et rembourser [son] crédit étudiant ».
En 2020, sa société a réalisé un bénéfice net de 554 525 €, sur un chiffre d’affaires d'1,8 million.

### Produits dérivés

#### Spacefox

Logotype de Spacefox.

Le 2 janvier 2019, il annonce le lancement de sa propre marque de vêtements en ligne, Spacefox, sur le thème de l'espace,.

#### Starsmash
Le 14 mai 2024, il lance sa marque de hamburgers, Starsmash, une dark kitchen disponible dans environ 50 villes françaises,.

## Philanthropie
En 2017, Amixem participe à la vingtième édition du 4L Trophy avec CYRILmp4, autre vidéaste français. Ils effectuent un don à l'association Les Enfants du désert, à savoir 35 000 €, pour faire construire une école dans le désert marocain. Il est d'ailleurs le parrain de l'association Les Enfants du désert.

## Filmographie

### Doublage
- 2017 : campagne publicitaire pour Babybel : l'un des fromages (avec Lola Dubini)[33].
- 2018 : Assassin's Creed Odyssey : Supideo, personnage secondaire du jeu[34]
- 2024 : 7 Days Stranded on an Island (7 jours échoué sur une île) - Vidéo de MrBeast : MrBeast
- 2024 : 50 YouTubers fight for $1 million (50 YouTubeurs se battent pour 1,000,000 $) - Vidéo de MrBeast : lui-même
- 2024 : Le Seigneur des Anneaux : La Guerre des Rohirrim : Wrot, un orque[n 2]

### Web-séries
- 2015 – 2017 : Gaming Heroes, web-série humoristique publiée sur la chaîne YouTube The Fantastiques.

### Publicité
- 2017 : dans une publicité télévisée et web pour la marque de boisson Fanta (avec les vidéastes Neoxi, Mastu et Kevin)[35].
- 2019 : dans une publicité télévisée pour sa chaîne YouTube et l'application Shadow : lui-même (avec les vidéastes Joyca, Michou, LeBouseuh, CYRILmp4 et Neoxi)[36].
- 2021 : dans une publicité télévisée pour la marque de boisson Chibre bleu.
- 2024 : dans une série de publicités web pour Samsung Galaxy S24 Ultra x SFR.

## Discographie

### Singles
- 2017 : La Chanson Putaclic, feat. Joyca
- 2020 : La Chanson des Commentaires

### Apparition
- 2024 : The Forest - Petit Biscuit feat. Amixem
- 2019 : RAP BATTLE DIVISION - CYRILmp4
- 2020 : CLASH TEMPLIERS - CYRILmp4 feat. Amixem